# San Ġwann
San Ġwann – jedna z jednostek administracyjnych na Malcie.

## Zabytki i atrakcje turystyczne
Do ważniejszych zabytków i atrakcji turystycznych należą m.in.:
- Castello Lanzun, ufortyfikowany farmhouse (wiejski dom mieszkalny) z XV wieku, odbudowany w 1713 roku
- Wieża Ta’ Ċieda, ruiny  punicko-rzymskiej wieży z III wieku p.n.e.
- Kościół Zwiastowania i św. Leonarda z 1572 roku
- Kościół Matki Bożej z Lourdes
- Kaplica św. Małgorzaty z XVI wieku
- Kaplica św. Filipa i św. Jakuba z 1733 roku
- Kaplica św. Jana Chrzciciela z 1546 roku
- Ta’ Xindi Farmhouse, XVIII-wieczny dom gospodarski
- Kolonna Eterna, pomnik

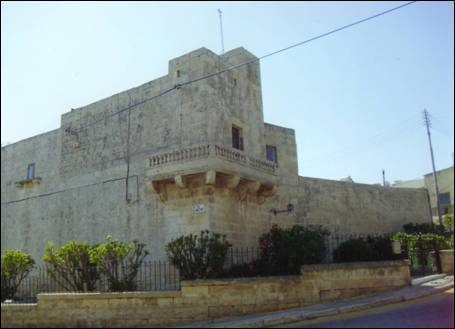
Castello Lanzun
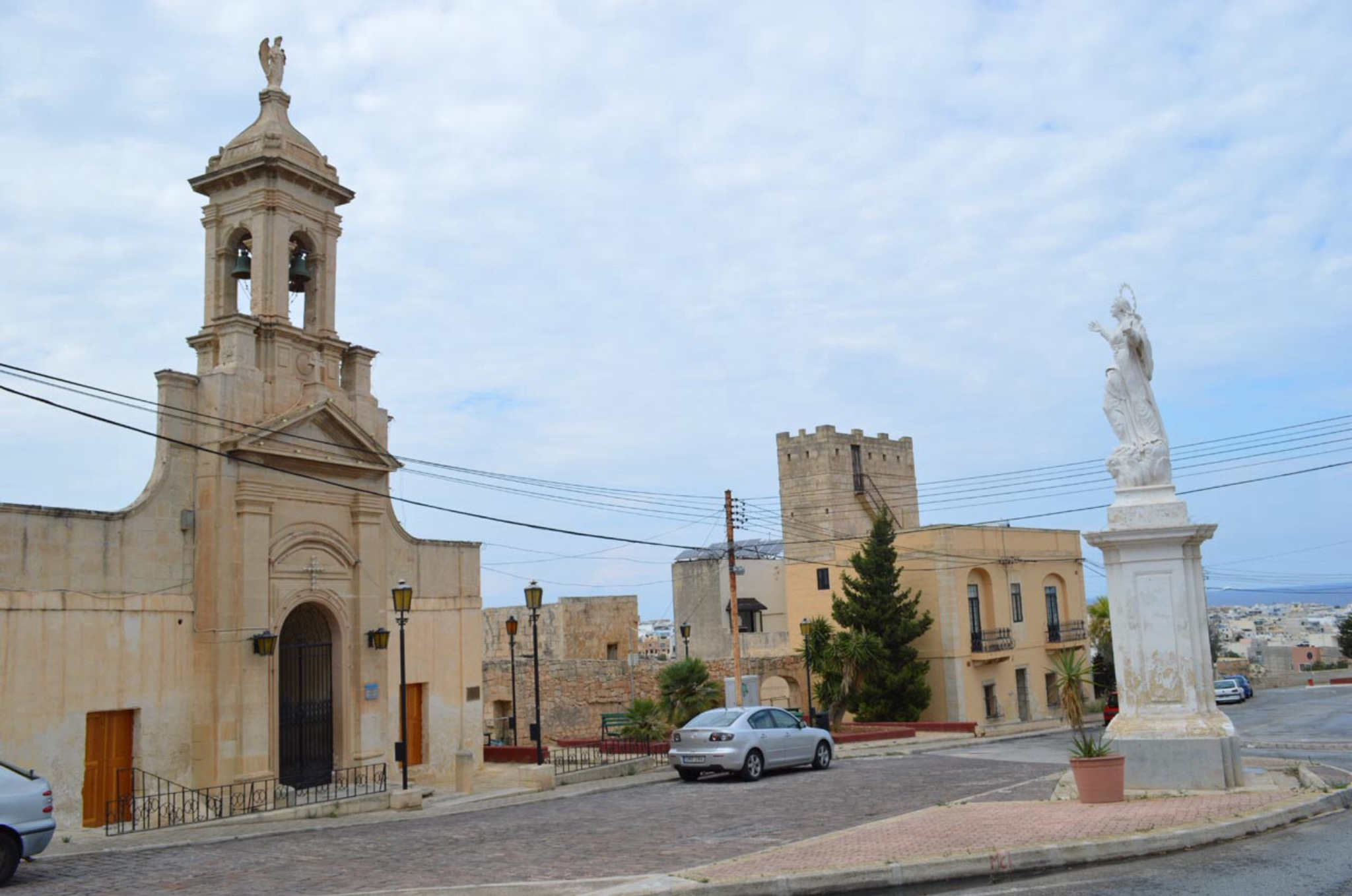
Kościół Zwiastowania i św. Leonarda
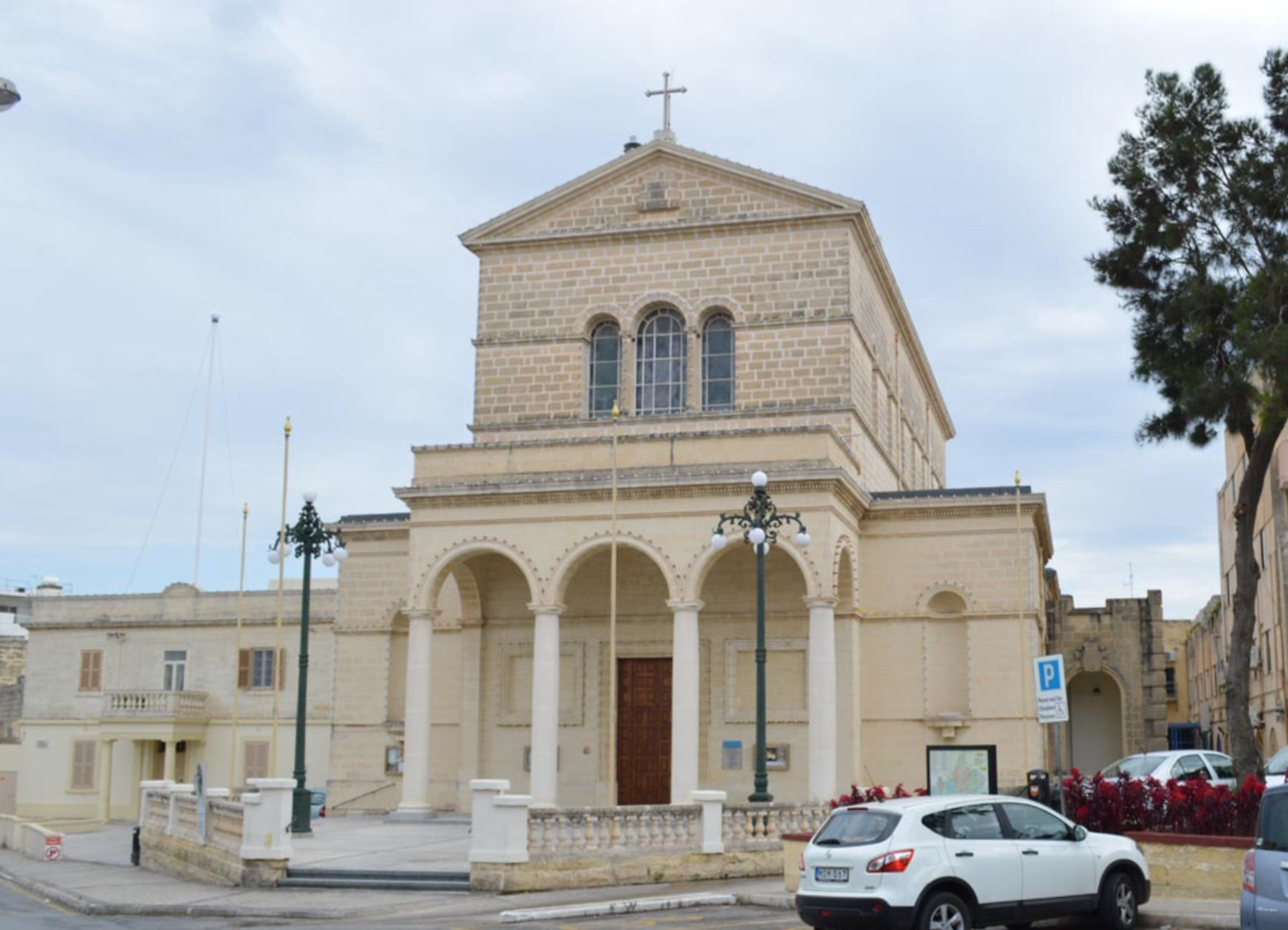
Kościół Matki Bożej z Lourdes
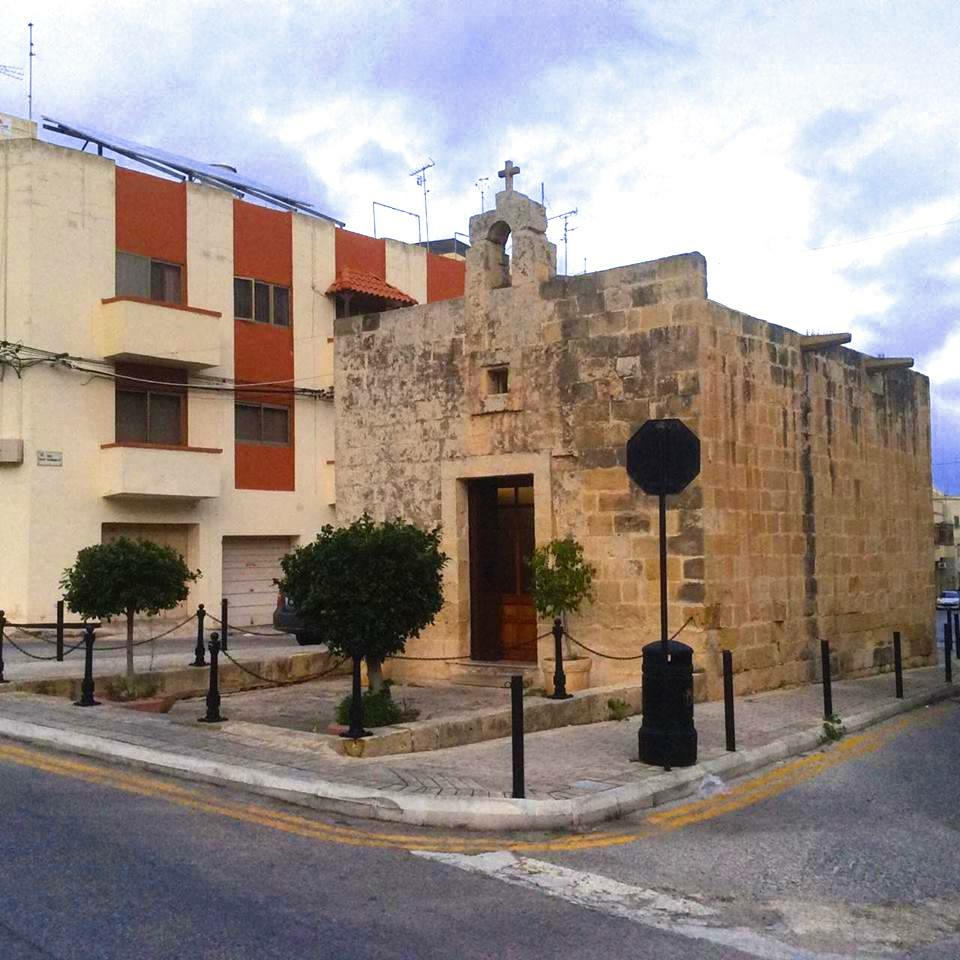
Kaplica św. Małgorzaty
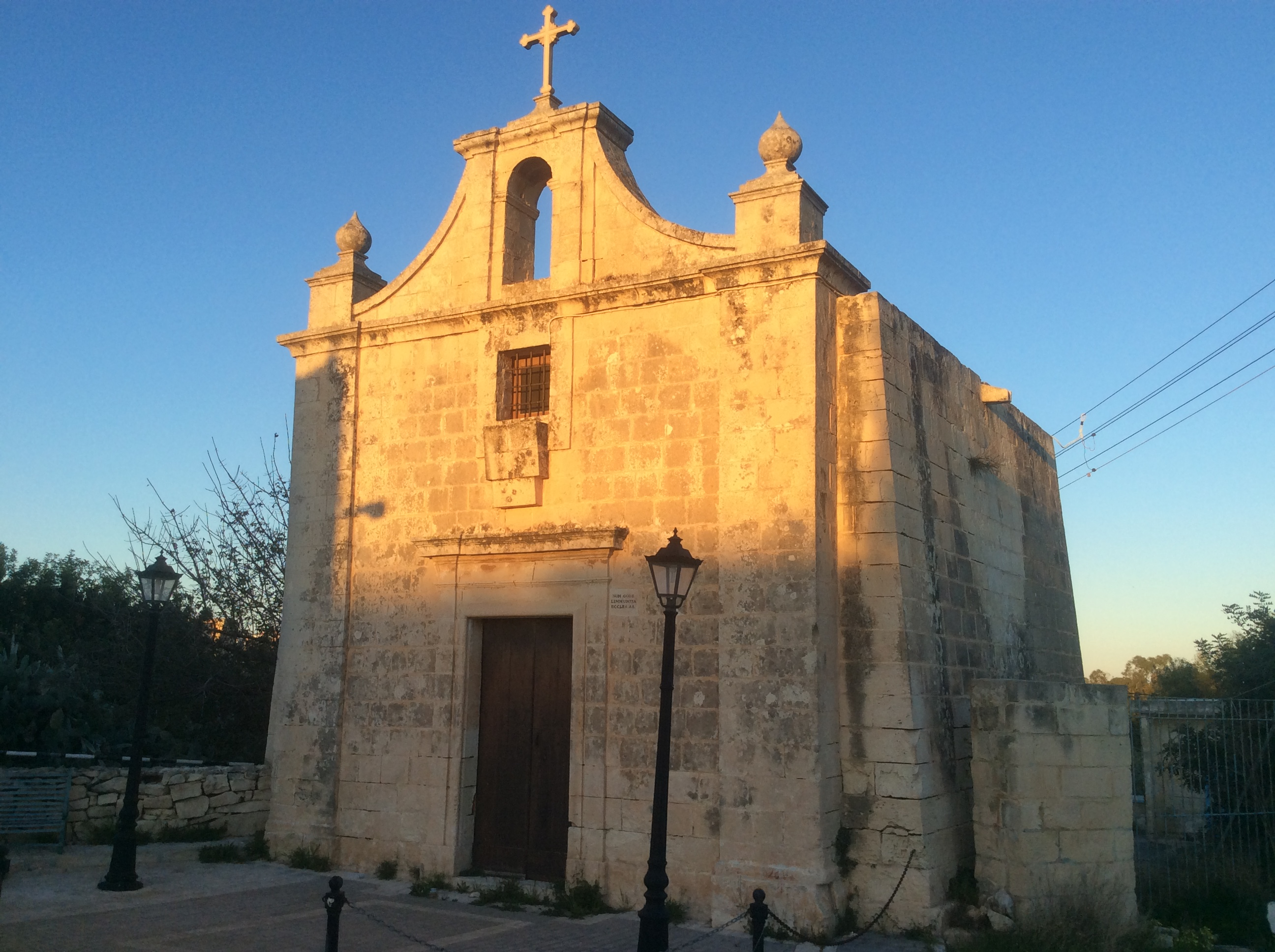
Kaplica św. Filipa i św. Jakuba
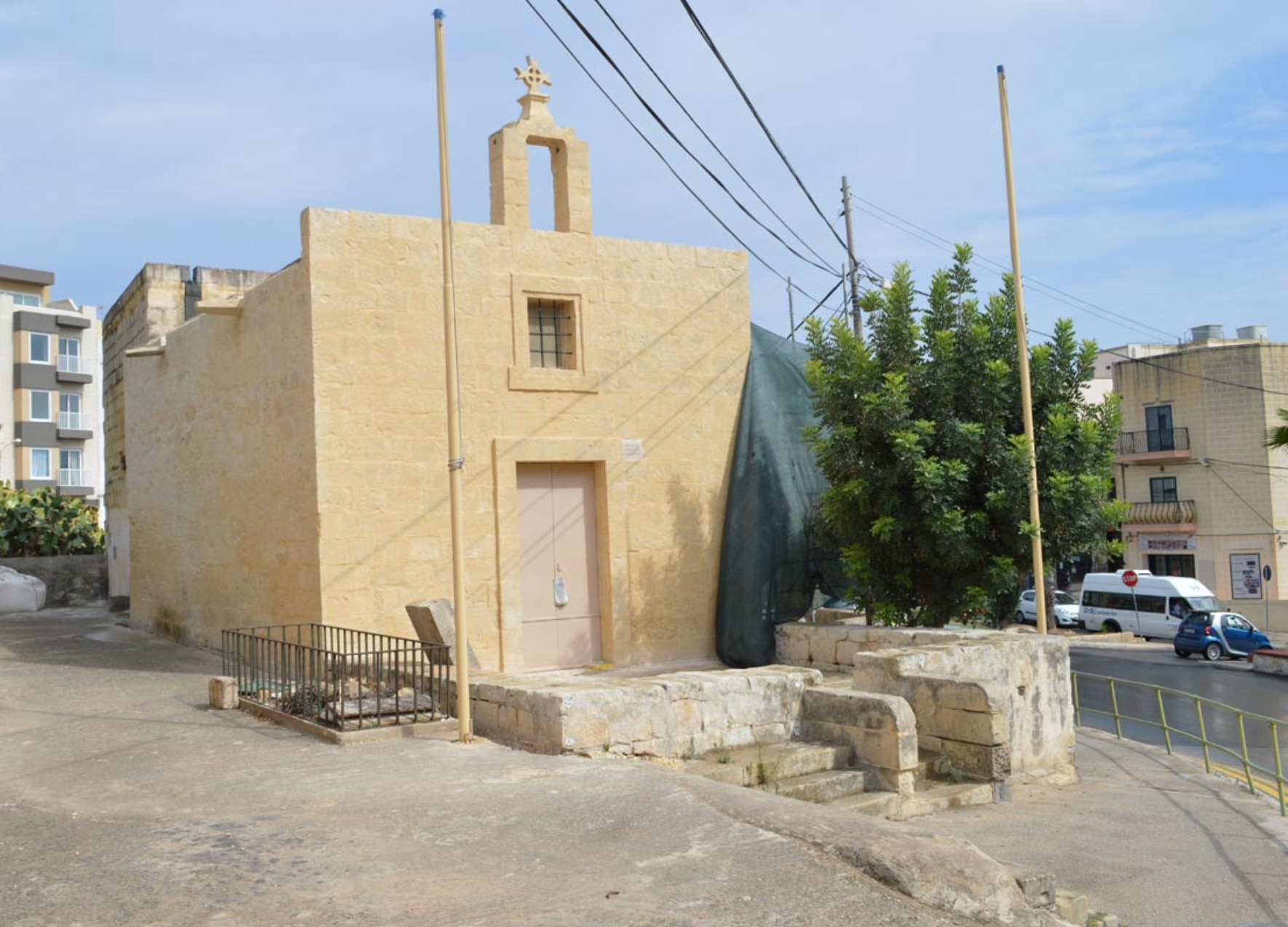
Kaplica św. Jana Chrzciciela
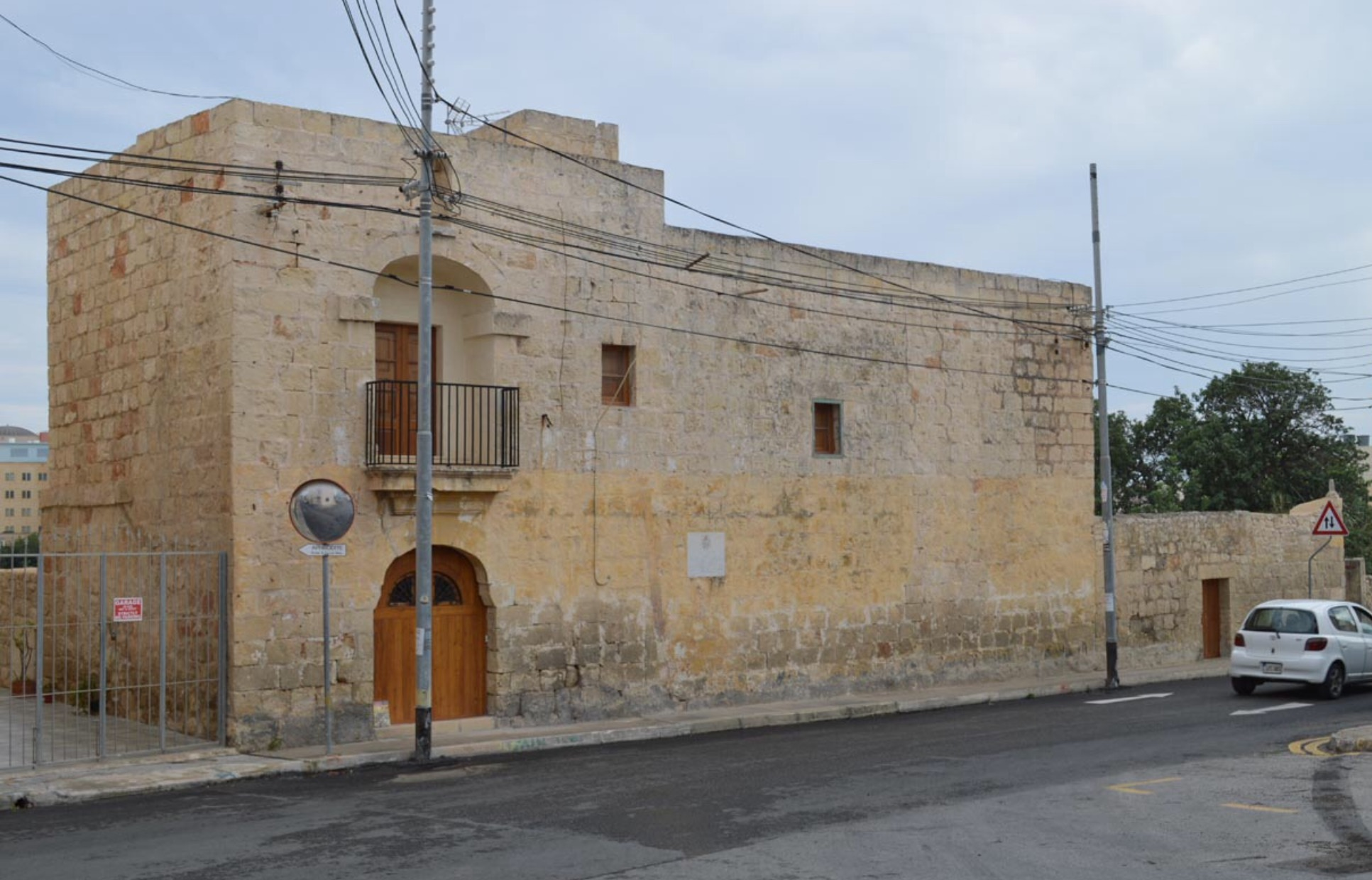
Ta’ Xindi Farmhouse

## Sport
W miejscowości funkcjonuje klub piłkarski San Ġwann F.C.. Powstał w 1949 roku. Obecnie gra w Maltese First Division, drugiej w hierarchii ligowej.